# 高千穂町
高千穂町（たかちほちょう）は、宮崎県の北西部にある町。西臼杵郡に属しており、広くは延岡都市圏域に属する。

## 地理

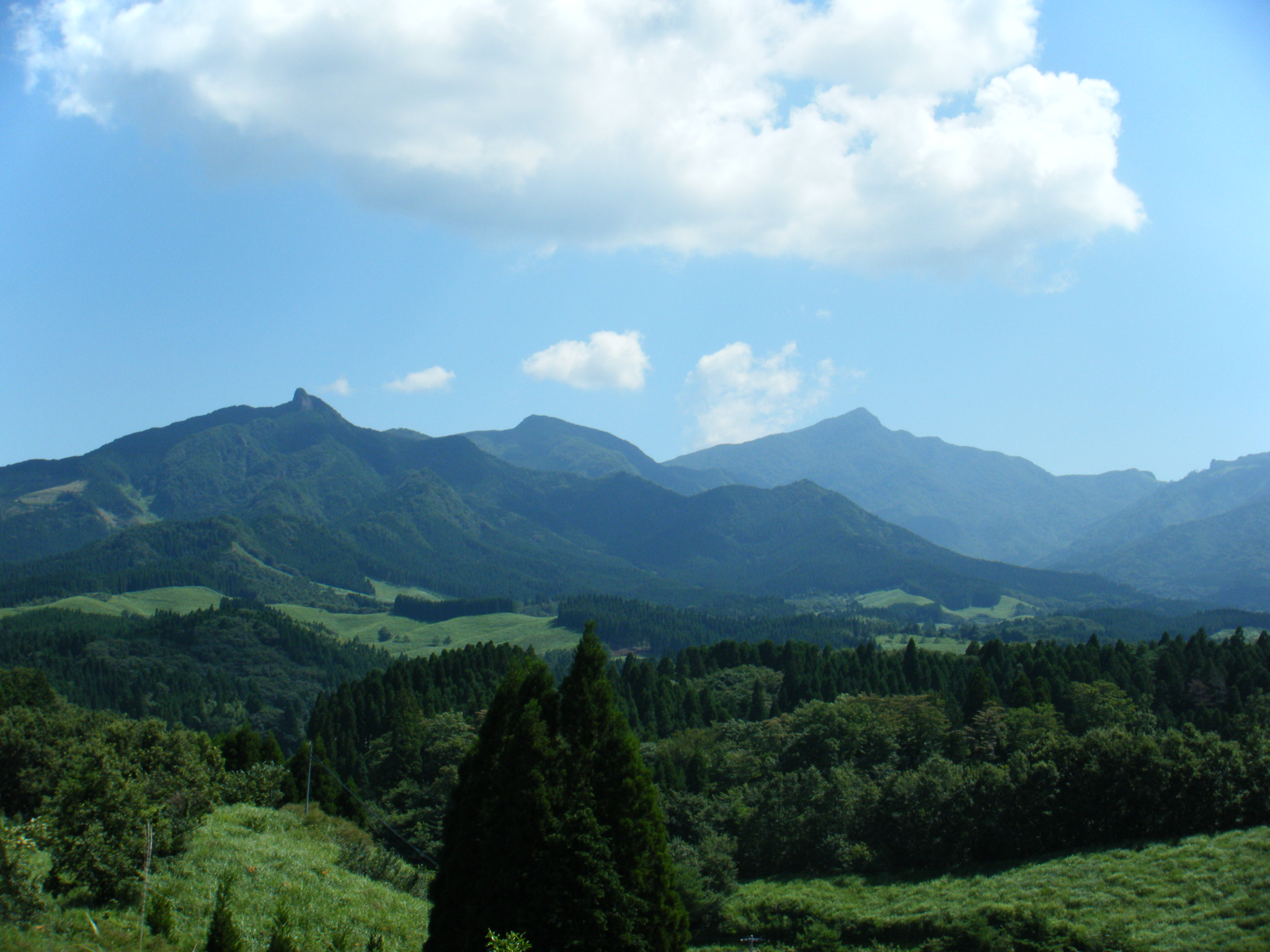
高千穂町より祖母山を望む

宮崎県の北西部、九州山地の中に位置しており、町域の北西部から北部にかけては熊本県に接し、北部から北東部にかけては祖母山（標高1,756m）を挟んで大分県と接する。町域西部から南東部に向かって五ヶ瀬川（ごかせがわ、全長106km）が流れる。町の中央部にある宮崎交通高千穂営業所の周辺地域が町の中心部となっている。町中心部からやや南側の高千穂峡（たかちほきょう、正式には五ヶ瀬川渓谷）は観光地として有名。
位置は県庁所在地である宮崎市から北西へ約120km、熊本市から南東へ約80kmの場所にあたる。県都・宮崎市へは直通する交通機関はないが、高速道路も整備されつつあり、以前は片道3時間以上もかかったが、現在は2時間ほどである。熊本市へは阿蘇方面へ抜ける国道218号・国道325号が整備され通行が容易で、所要時間も約1時間半程度で到達できるため、熊本県との関係も深くなりつつある。
ただ、これは今に始まったことではなく、古代より阿蘇山麓との方が交通の便が良かった。すなわち馬で五ヶ瀬町鞍岡から阿蘇外輪山南の熊本県山都町との馬見原の峠に抜ける218号が旧街道で、かつて存在していた高千穂鉄道（日の影線）が出来るまでの幹線だった。自動車で325号方面に向かうルートは、熊本との境の山岳部をダイレクトに横断する必要があるため、通行が容易ではなかった。日之影町から高千穂町を抜けて阿蘇の外輪山東南を下る高森町の峠に到る道は今でもヘアピンカーブが多く、2006年には台風による土砂崩れが起きている。
空港も熊本空港利用が一般化しているだけでなく、熊本市の繁華街や郊外ショッピングモールに買い物に向かう町民も増加。また、高千穂町など西臼杵郡が地盤の宮崎県北部信用組合も県境の壁を越えて熊本県信用組合への合併統合を選んだ。テレビ放送も隣の五ヶ瀬町とは異なり、町内北部の一部地域でしか熊本の放送局の受信はできなかったが、2011年4月より高千穂町でケーブルテレビ事業が開始され、ケーブルメディアワイワイからの協力を得ることで熊本県民テレビと熊本朝日放送の再送信が実現することになった（日之影町も同様）。
また、高千穂町は、宮崎共栄殖産無尽発祥の地である。宮崎共栄殖産無尽は、高千穂相互銀行に転換し、宮崎市に本拠を置いた。しかし経営悪化のため、高千穂相互銀行は1984年に当時の西日本相互銀行（本店所在地・福岡市博多区）に吸収され、西日本銀行（現・西日本シティ銀行）となった。これが唯一の相互銀行から地方銀行へ転換したケースである。しかしながら今日においては、高千穂相互銀行の名残は、宮崎市の旧本店跡地に西日本シティ銀行宮崎営業部が設置されている点を除き、宮崎県側にはほとんど残っていない。また、高千穂信用組合を前身とする宮崎県北部信用組合の本店も当町に置いていたが、宮崎県外本拠の熊本県信用組合に吸収合併され、本店跡地に熊本県信組の高千穂支店が唯一宮崎県内の店舗として存続する状態になっている。
※地籍調査の進捗率は85%。（平成21年度末時点）

### 地形
高千穂町の地形は、まず高千穂峡谷をなす五ヶ瀬川が北西の大分県境の祖母山から南東に向かって流れており、延岡に至る谷をなしていて、ほぼこの谷に沿って国道325号が走って、阿蘇外輪山に向かっている。
これと交差する形で北東の宮崎県と大分県との境の山脈の切れ目、尾平越方面から天岩戸神社付近を通り岩戸川が流れて、岩戸街道が走る谷間をなし、町の中心部の高千穂峡谷の下流に注ぎ込んでいる。
峡谷の上流よりの国見が丘付近（高千穂神社の近く）に、南西の五ヶ瀬町からもう一つの川、跡取川が流れ込んでおり、国道218号が川沿いに通っていて、五ヶ瀬町から西に進むと熊本県上益城郡山都町の馬見原地区に至る。
このため、全体的に眺めると、岩戸川と跡取川がなしている二つの北東から南西に向けての狭い谷間が、五ヶ瀬川の作る北西から南東の大きなU字谷に十文字にクロスして、そのクロス部分の盆地（縄文時代までの阿蘇山の噴火により溶岩が流れて入ってV字谷を埋め出来た）の中に五ヶ瀬川が深く侵食して切れ込んだ峡谷があるという地形で、町役場周辺の市街地で標高300m、周りは標高1000m級の山々に取り囲まれている。
- 赤川浦岳

### 気候
| 高千穂（1991年 - 2020年）の気候    | 高千穂（1991年 - 2020年）の気候 | 高千穂（1991年 - 2020年）の気候 | 高千穂（1991年 - 2020年）の気候 | 高千穂（1991年 - 2020年）の気候 | 高千穂（1991年 - 2020年）の気候 | 高千穂（1991年 - 2020年）の気候 | 高千穂（1991年 - 2020年）の気候 | 高千穂（1991年 - 2020年）の気候 | 高千穂（1991年 - 2020年）の気候 | 高千穂（1991年 - 2020年）の気候 | 高千穂（1991年 - 2020年）の気候 | 高千穂（1991年 - 2020年）の気候 | 高千穂（1991年 - 2020年）の気候 |
| 月                                 | 1月                             | 2月                             | 3月                             | 4月                             | 5月                             | 6月                             | 7月                             | 8月                             | 9月                             | 10月                            | 11月                            | 12月                            | 年                              |
| ---------------------------------- | ------------------------------- | ------------------------------- | ------------------------------- | ------------------------------- | ------------------------------- | ------------------------------- | ------------------------------- | ------------------------------- | ------------------------------- | ------------------------------- | ------------------------------- | ------------------------------- | ------------------------------- |
| 最高気温記録 °C （°F）             | 20.4 (68.7)                     | 22.7 (72.9)                     | 27.8 (82)                       | 29.5 (85.1)                     | 33.0 (91.4)                     | 34.1 (93.4)                     | 37.3 (99.1)                     | 37.4 (99.3)                     | 35.1 (95.2)                     | 30.6 (87.1)                     | 28.0 (82.4)                     | 22.8 (73)                       | 37.4 (99.3)                     |
| 平均最高気温 °C （°F）             | 9.3 (48.7)                      | 11.1 (52)                       | 14.9 (58.8)                     | 20.0 (68)                       | 24.1 (75.4)                     | 26.0 (78.8)                     | 29.8 (85.6)                     | 30.6 (87.1)                     | 27.5 (81.5)                     | 22.8 (73)                       | 17.2 (63)                       | 11.5 (52.7)                     | 20.4 (68.7)                     |
| 日平均気温 °C （°F）               | 3.7 (38.7)                      | 5.0 (41)                        | 8.4 (47.1)                      | 13.2 (55.8)                     | 17.6 (63.7)                     | 20.9 (69.6)                     | 24.7 (76.5)                     | 25.0 (77)                       | 21.8 (71.2)                     | 16.2 (61.2)                     | 10.6 (51.1)                     | 5.4 (41.7)                      | 14.4 (57.9)                     |
| 平均最低気温 °C （°F）             | −1.0 (30.2)                     | −0.3 (31.5)                     | 2.7 (36.9)                      | 7.1 (44.8)                      | 12.0 (53.6)                     | 17.0 (62.6)                     | 21.1 (70)                       | 21.4 (70.5)                     | 17.6 (63.7)                     | 11.2 (52.2)                     | 5.3 (41.5)                      | 0.3 (32.5)                      | 9.6 (49.3)                      |
| 最低気温記録 °C （°F）             | −9.7 (14.5)                     | −11.1 (12)                      | −6.6 (20.1)                     | −3.5 (25.7)                     | 0.5 (32.9)                      | 7.3 (45.1)                      | 11.1 (52)                       | 13.0 (55.4)                     | 5.5 (41.9)                      | −0.4 (31.3)                     | −3.7 (25.3)                     | −8.2 (17.2)                     | −11.1 (12)                      |
| 降水量 mm （inch）                 | 59.7 (2.35)                     | 80.4 (3.165)                    | 121.9 (4.799)                   | 126.6 (4.984)                   | 164.2 (6.465)                   | 419.5 (16.516)                  | 403.1 (15.87)                   | 324.5 (12.776)                  | 380.7 (14.988)                  | 145.1 (5.713)                   | 78.2 (3.079)                    | 57.9 (2.28)                     | 2,361.8 (92.984)                |
| 平均降水日数 （≥1.0 mm）           | 7.0                             | 8.7                             | 11.7                            | 10.8                            | 10.5                            | 16.0                            | 14.1                            | 13.6                            | 12.1                            | 8.0                             | 7.5                             | 7.1                             | 127.1                           |
| 平均月間日照時間                   | 131.3                           | 135.8                           | 161.3                           | 180.3                           | 177.8                           | 116.7                           | 154.3                           | 170.8                           | 143.8                           | 160.6                           | 138.7                           | 137.7                           | 1,809.2                         |
| 出典1：Japan Meteorological Agency |                                 |                                 |                                 |                                 |                                 |                                 |                                 |                                 |                                 |                                 |                                 |                                 |                                 |
| 出典2：気象庁                      |                                 |                                 |                                 |                                 |                                 |                                 |                                 |                                 |                                 |                                 |                                 |                                 |                                 |

### 隣接している自治体
- 宮崎県
  - 西臼杵郡：日之影町、五ヶ瀬町
  - 東臼杵郡：諸塚村
- 熊本県
  - 阿蘇郡：高森町
  - 上益城郡：山都町
- 大分県
  - 竹田市
  - 豊後大野市

### 地名
- 押方
- 三田井
- 向山
- 岩戸(旧岩戸村)
- 上岩戸(旧岩戸村、合併時に山裏から改称。また、同時に一部が日之影町見立になる)
- 河内(旧田原村)
- 五ヶ所(旧田原村)
- 田原(旧田原村)
- 上野(旧上野村)
- 下野(旧上野村)

### その他
郵便番号は882。市外局番は0982-7X

## 町政
- 町長：甲斐宗之（2019年1月19日就任、2期）

## 国政・県政

### 国政
衆議院小選挙区選挙では宮崎2区（延岡・日向・西都・児湯郡・西臼杵郡・東臼杵郡）に属する。近年選出の議員は以下のとおり。
- 2017年10月（第48回衆議院議員総選挙）
  - 江藤拓（自民）

### 宮崎県議会
本町と日之影町、五ヶ瀬町で選挙区をなす。定数は1人。近年選出の議員は以下のとおり。
- 2007年4月
  - 緒嶋雅晃（自民）

## 公共機関

### 県の行政機関
- 西臼杵支庁
- 高千穂保健所
- 高千穂警察署
  - 三田井交番（大字三田井）
  - 岩戸駐在所 (大字岩戸)
  - 上野駐在所（大字上野）
  - 河内駐在所（大字河内）

### 国の行政機関
- 高千穂区検察庁

### 司法機関
- 高千穂簡易裁判所

### 町村行政事務組合
西臼杵広域行政事務組合・西臼杵広域行政事務組合消防本部

## 歴史

### 神話〜古代
日本神話においては、ニニギの天孫降臨の地とされている。またアマテラスが籠ったとされる天岩戸が町内にある（もっとも、他地域にも天岩戸とされる岩は存在しており、必ずしもその岩が天岩戸と特定されているわけではない）。

### 中世・近世
平安末期から、熊野信仰が定着し、熊野山の支配下にあった十社大明神（高千穂神社）が社領を荘園化し高知尾庄が成立、豊後大神氏流である神官職高知尾氏（三田井氏）は荘官、下っては地頭としてこの地を治めた。
中世の九州では阿蘇神社と結んでいた菊池氏が肥後の守護大名で、その分家の甲斐氏が高千穂一帯の二上山から鞍岡にかけての五ヶ瀬方面の山岳部の国人となっていた。このため中世の高千穂町は、むしろ阿蘇山と連動した歴史を歩んでいた。
菊池氏のうち、一時甲斐国に行き、足利尊氏の時代に九州に帰った国人菊池重村（甲斐重村）に始まる甲斐氏は、菊池氏が内紛を起こした南北朝時代に三田井氏の客分となり、阿蘇氏の重臣として肥後に進出した。このため16世紀の甲斐親宣から甲斐宗運の時代、この地域の人々は甲斐党と呼ばれ、戦国大名阿蘇氏の家臣団として、豊後の大友氏と結び、薩摩の島津氏と火縄銃を用いた全面戦争をして、九州における真田昌幸のような立場になっていた。
この大友氏対島津氏の構図は、大友宗麟亡き後、秀吉の介入で終わった。高千穂一帯は、徳川幕藩体制の下で延岡藩の一部となった。1692年に三浦氏が藩主となって以後は、牧野氏を経て内藤氏が延岡藩主となったが、これらは譜代大名であり、以後この地方の郷士は延岡藩主の下で戦国時代以来の宿敵島津氏のお目付け役になっていった。

### 近現代
1920年から町北部の土呂久（とろく）地区で硫砒鉄鉱が採掘され、亜ヒ酸の製造が本格化した。一時は町の経済を支えたが、1962年に閉山している。この鉱山から亜ヒ酸が流出し、鉱毒事件を引き起こした。1970年に国道325号線が出来て以後、阿蘇のやまなみハイウェイに至る観光ルートに組み込まれている。
21世紀の現在の主要産業は農業および観光業である。
農業については2015年、周辺町村と一体となった高千穂郷・椎葉山地域が、FAO（国際連合食糧農業機関）から「世界のモデルとなる重要な地域」として評価され、世界農業遺産に認定された。これは焼畑、木材生産・森林管理、水路と棚田、農林畜産物の栽培・生産、天孫降臨伝説などが評価されたもの。

### 年表
- 1889年（明治22年）5月1日の戸長制廃止・町村制施行に伴い三田井、押方、向山の旧3村が合併し高千穂村となる。その他、岩戸、山裏（上岩戸＋見立地区）の旧2村で岩戸村、五ケ所、河内、田原の旧3村で田原村、上野、下野の旧2村で上野村となる。
- 1920年（大正9年）4月1日  町制施行に伴い高千穂村が高千穂町となる。
- 1956年（昭和31年）9月30日 町村合併促進法（1954年公布）に伴い高千穂町・田原村・岩戸村が対等合併し、新町制による高千穂町が誕生。この際、岩戸村（旧山裏村）見立地区のみ隣の日之影町に分離編入。
- 1969年（昭和44年）4月1日 上野村を編入し、現在の高千穂町の形となる。（以上『高千穂町史』[6]参照。）
- いわゆる平成の大合併において、同じ西臼杵郡で隣接する日之影町・五ケ瀬町との合併が議論されたものの、見送られた。

## 経済

### 農産品
・マンゴー
- スイートピー
- 椎茸
- 高冷地野菜
- 完熟きんかん
- 棚田米
- 釜炒り茶

### 金融機関
- 宮崎銀行高千穂支店・高千穂支店日之影出張所
- 宮崎太陽銀行高千穂支店
- 熊本県信用組合高千穂支店
- 九州労働金庫高千穂支店
- 宮崎県農業協同組合
  - 高千穂支店
  - 岩戸支店
  - 玄武山支店

指定金融機関は、宮崎銀行。他の上記4金融機関とゆうちょ銀行が収納代理金融機関となっている。

## 地域

### 人口
| 高千穂町（に相当する地域）の人口の推移 \| 1970年（昭和45年） \| 22,131人 \| \| \| 1975年（昭和50年） \| 20,523人 \| \| \| 1980年（昭和55年） \| 19,957人 \| \| \| 1985年（昭和60年） \| 19,170人 \| \| \| 1990年（平成2年） \| 18,093人 \| \| \| 1995年（平成7年） \| 16,780人 \| \| \| 2000年（平成12年） \| 15,843人 \| \| \| 2005年（平成17年） \| 14,778人 \| \| \| 2010年（平成22年） \| 13,723人 \| \| \| 2015年（平成27年） \| 12,755人 \| \| \| 2020年（令和2年） \| 11,642人 \| \| |          |  |
| 総務省統計局 国勢調査より |          |  |
| 1970年（昭和45年） | 22,131人 |  |
| 1975年（昭和50年） | 20,523人 |  |
| 1980年（昭和55年） | 19,957人 |  |
| 1985年（昭和60年） | 19,170人 |  |
| 1990年（平成2年） | 18,093人 |  |
| 1995年（平成7年） | 16,780人 |  |
| 2000年（平成12年） | 15,843人 |  |
| 2005年（平成17年） | 14,778人 |  |
| 2010年（平成22年） | 13,723人 |  |
| 2015年（平成27年） | 12,755人 |  |
| 2020年（令和2年） | 11,642人 |  |

### 教育
しばしば間違われるが、高千穂大学は高千穂町ではなく東京都にある。ただし由来は宮崎県の高千穂にちなむ。

#### 高等学校
- 宮崎県立高千穂高等学校

#### 中学校
町立
2校（2024年4月時点）
- 高千穂中学校
- 上野中学校（小学校併設、2025年3月末に閉校予定）

閉校した中学校に関しては宮崎県中学校の廃校一覧#西臼杵郡を参照。

#### 小学校
町立
5校（2024年4月時点）
- 高千穂小学校
- 押方小学校
- 田原小学校
- 岩戸小学校
- 上野小学校 (中学校併設)

閉校した小学校に関しては宮崎県小学校の廃校一覧#西臼杵郡を参照。

#### 特別支援学校
- 宮崎県立延岡しろやま支援学校高千穂校（宮崎県立高千穂高等学校に併設）

## メディア・通信

### ケーブルテレビ
- 高千穂町光ケーブルネットワーク
  - 高千穂町による公営のケーブルテレビ局。
  - 地デジの難視聴地域対策として県内テレビ4ch（NHK宮崎総合・Eテレ、UMKテレビ宮崎、MRT宮崎放送）、および自主放送チャンネル「テレビ高千穂」の提供を行っている。
  - 株式会社ケーブルメディアワイワイがオプションとして多チャンネル放送（BSデジタル放送・CSデジタル放送）の提供を行っている。また熊本民放の区域外再放送を実施しており、KKT熊本県民テレビ・KAB熊本朝日放送の視聴が可能である。
  - インターネットサービスについてはNTT西日本宮崎支店が担当。フレッツ 光マイタウン ネクスト（ひかり電話等）の提供を行う。

## 交通

### 空港
- 最寄の空港は阿蘇くまもと空港

### 鉄道
- 町内には存在しないため、最寄の駅は熊本県阿蘇郡高森町にある南阿蘇鉄道の高森駅、JRの場合日豊本線の延岡駅あるいは豊肥本線の立野駅。

※2008年12月まで高千穂鉄道高千穂線の天岩戸駅と高千穂駅が存在した。

### 道路
一般国道の国道218号が町の中心部を通っており、西の五ヶ瀬町・熊本県山都町、東の日之影町・延岡市等を相互に結ぶ幹線道路となっている。また、中心部の総合公園前交差点より国道325号が分岐しており、こちらは阿蘇山南部の熊本県高森町・南阿蘇村等を結ぶほか、新阿蘇大橋や国道57号を経由して政令指定都市である熊本市中心部へ向かうことが可能である。
高速道路については、九州中央自動車道に並行する一般国道自動車専用道路として、日之影町方面へ高千穂日之影道路が供用中であり、五ヶ瀬町方面へは五ヶ瀬高千穂道路、高千穂雲海橋道路が建設中である。ただし、その先の延岡市や熊本市へ至るまでの区間には未事業化区間が含まれており、全線供用への見通しは立っていない。
2022年4月現在、最寄りインターは九州中央自動車道雲海橋交差点となっている。

#### 高速道路
- E77 九州中央自動車道（五ヶ瀬高千穂道路・高千穂雲海橋道路・高千穂日之影道路）　
  - 【五ヶ瀬町】 - 高千穂IC（事業中） - 雲海橋交差点 - 【日之影町】

※雲海橋交差点以西は未供用となっている。

#### 一般国道
- 国道218号
  - 道の駅高千穂
- 国道325号

#### 県道

##### 主要地方道
- 宮崎県道7号緒方高千穂線
- 宮崎県道8号竹田五ヶ瀬線
- 宮崎県道50号諸塚高千穂線

##### 一般県道
- 宮崎県道・熊本県道141号河内矢部線
- 宮崎県道203号土生高千穂線
- 宮崎県道204号下野鹿狩戸線
- 宮崎県道205号向山日之影線
- 宮崎県道207号岩戸延岡線
- 宮崎県道237号北方高千穂線

### バス
- 宮崎交通 - 延岡市と高千穂町を結ぶ路線（旧北方町および日之影町経由）と、高千穂町と五ヶ瀬町を結ぶ路線がある。町中心部にある高千穂バスセンターが町内の運行の拠点となっている。
  - （旧道経由）延岡駅 - 北方総合支所前 - 蔵田 - 日之影 - 日之影町立病院 - 高千穂BC
  - （バイパス経由）延岡駅 - 北方総合支所前 - 青雲橋 - 日之影町立病院 - 高千穂BC
  - 高千穂BC - 五ヶ瀬町立病院
- ふれあいバス (高千穂町) - 町が主体となって運行しているコミュニティバス。
- 高速バス・特急バス

| 愛称名             | 運行会社              | 運行区間                                                                                         |
| ------------------ | --------------------- | ------------------------------------------------------------------------------------------------ |
| たかちほ号・あそ号 | 宮崎交通 九州産交バス | 熊本市 - 阿蘇くまもと空港 - 南阿蘇村 - 高森町 - 山都町 - 五ヶ瀬町 - 高千穂BC - 日之影町 - 延岡市 |
| ごかせ号           | 宮崎交通 西日本鉄道   | 福岡市（天神高速BT・博多BT）・福岡空港国際線・高速基山・久留米IC・八女IC・山都町 - 高千穂BC      |
| ハッコーライナー   | ハッコートラベル      | 福岡市（キャナルシティ博多） - 高千穂総合公園前                                                  |

## 名所・旧跡・観光スポット・祭事・催事

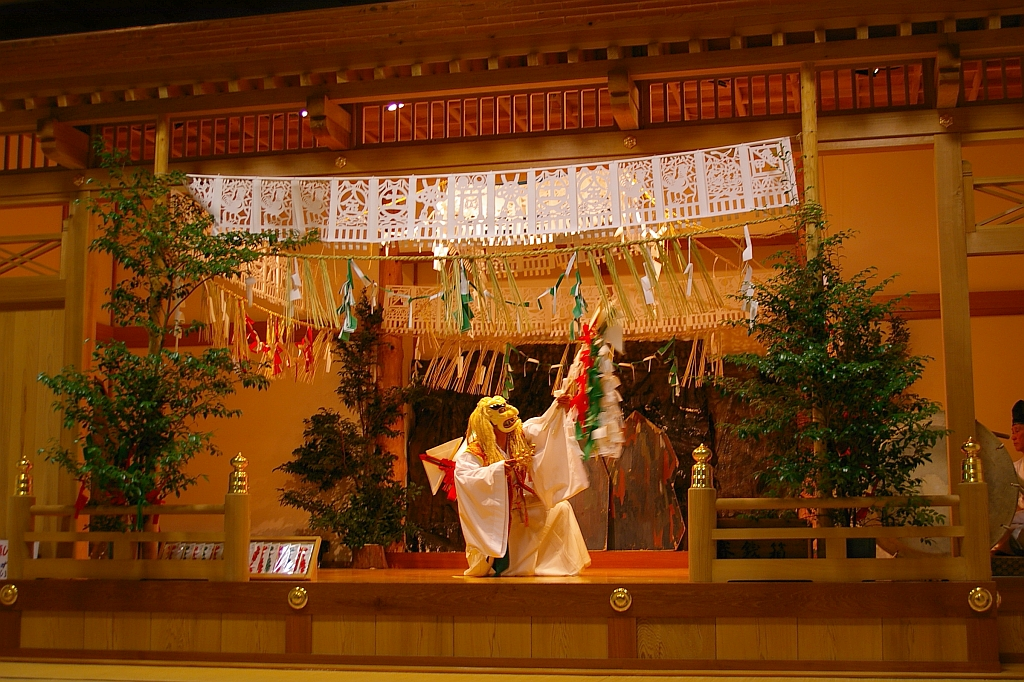
高千穂の夜神楽

日本神話を骨子とした観光展開を行っており、宮崎県全体に広がる「ひむか神話街道」の中心を担っている。

### 名所・旧跡・観光スポット
- 高千穂峡（国の名勝）
  - 真名井の滝（日本の滝百選選定）
- 国見ヶ丘（くにみがおか、雲海の名所）
- 高千穂温泉
- 高千穂神社
- 天岩戸神社
- 天岩戸温泉
- 天安河原
- 槵觸神社（くしふるじんじゃ）
- 高千穂町歴史民俗資料館
- 高千穂観光物産館「トンネルの駅」
  - 国道325号線沿いの道の駅。延岡と熊本を結ぶ予定であった「九州中部横断鉄道」の名残の、総延長1115ｍのトンネルを利用した神楽酒造の焼酎貯蔵庫があり、無料見学・試飲可[8]。
- 高千穂郷・椎葉山地域 - 世界農業遺産[9]

### 伝統芸能
- 高千穂の夜神楽（国の重要無形民俗文化財、毎年11月末〜翌2月）
- 民謡・刈干切唄

## 著名な出身者
- 甲斐貴之（ロックミュージシャン、ベーシスト／EARTHSHAKER）
- 後藤俊彦（高千穂神社宮司）
- 佐藤晃（ギタリスト、音楽プロデューサー、アレンジャー）
- 髙山文彦（ノンフィクション作家）
- 長友誠（ジャズミュージシャン、トランペッター／JABBERLOOP）
- 山村靖彦（大学教員、社会福祉学博士）
- 馬原鉄男（歴史学者、部落問題研究家）(1930～1992)
- 米田勝朗（名城大学女子駅伝部監督、法学部教授、神都高千穂観光大使）
- 吉本政美（剣道家）(1948～1999)
- 興梠貴之（プロボクサー）

## 高千穂町を舞台とした作品
小説
- 高千穂伝説殺人事件（内田康夫著）

テレビドラマ
- 女神の恋

漫画

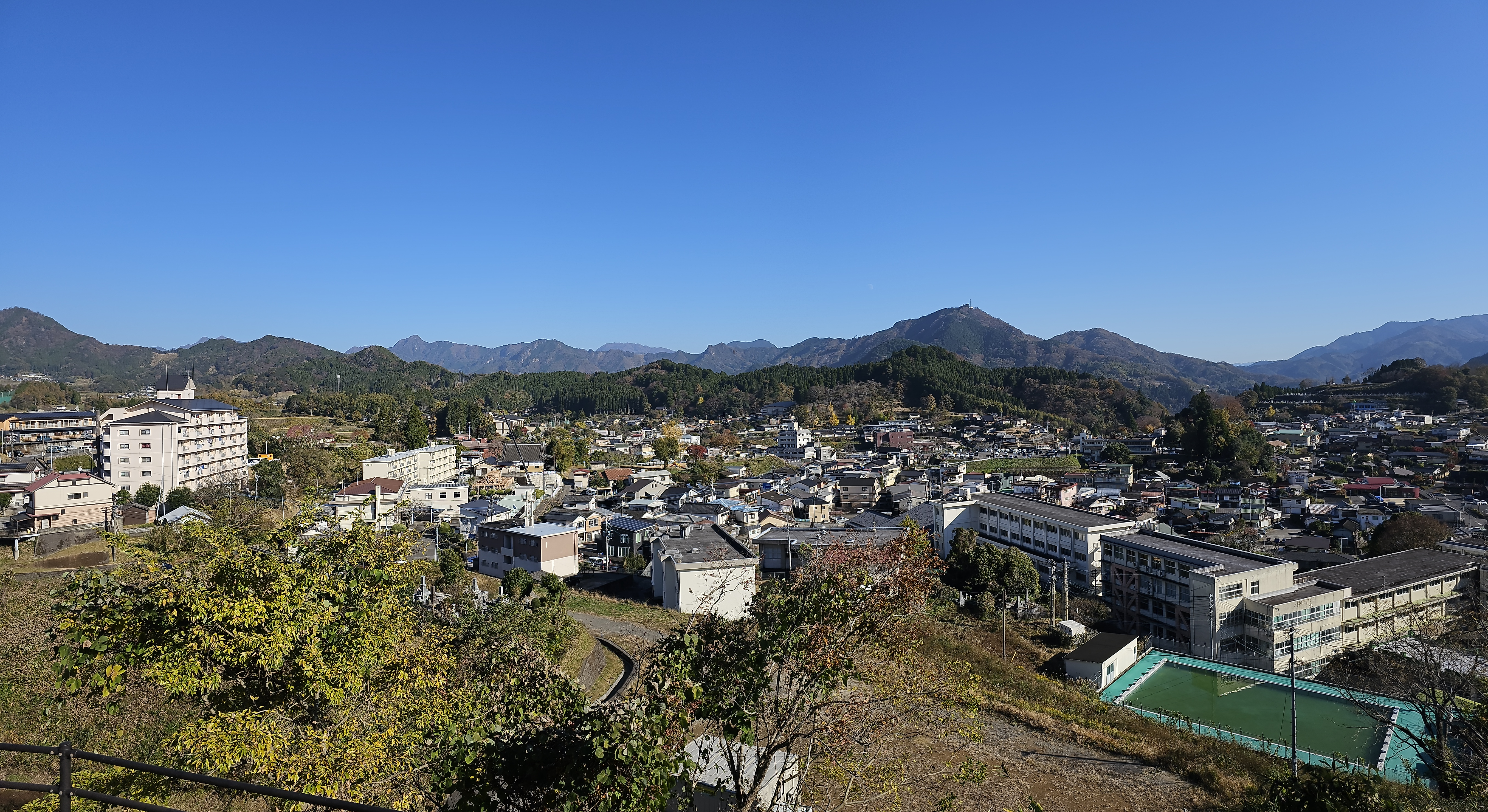
テレビアニメ版『【推しの子】』第1期第1話で描かれた「地方都市」の風景

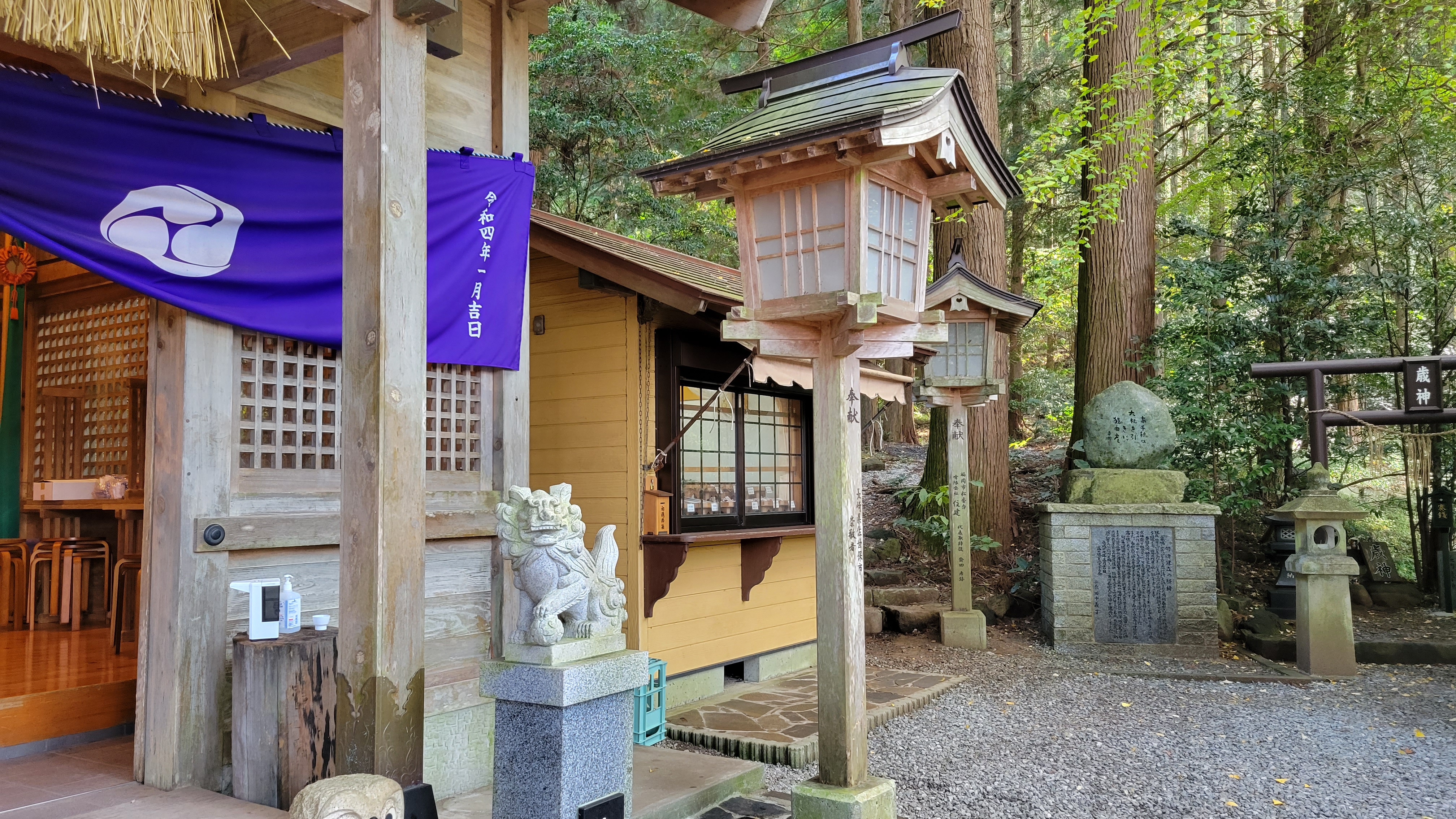
漫画『【推しの子】』第80話（アニメ版第2期第24話）に登場した荒立神社

- 【推しの子】 - 第1話の舞台となる主要登場人物のアイがアクアとルビーを出産した「宮崎総合病院」（架空の病院）の所在地であり、「第六章 プライベート」（アニメ版第2期第23話・第24話）の主な舞台（高千穂町中心街の他、荒立神社への参拝シーンも描写されている）。劇中歌『POP IN 2』のミュージック・ビデオ撮影地としても設定されており、アニメ版で実際に制作されたビデオには町内各所が登場する。病院所在地については第1話当時は宮崎県北部山間部（テレビアニメ版では地方都市[10]）との描写に留まっていたが、第六章で高千穂町内と明確化された。ただし作中（漫画第69話、アニメ版第2期第21話）では病院の電話番号（市外局番）を高千穂町の0982ではなく、宮崎市などで使用される0985と表記している。
  - テレビアニメ版第2期放送後の2024年11月から2025年3月（予定）まで、本作品と高千穂町とのコラボイベントが実施されている[11]。

## 百選
- 日本棚田百選：栃又・尾戸の口・徳別当
- 日本の滝百選：真名井の滝
- 遊歩百選：野仏の里と神話
- 日本の秘境100選：高千穂の里

## 対外関係

### 姉妹都市･提携都市

#### 海外
- 花蓮市（中華民国 台湾省花蓮県）

#### 国内
- 南城市（沖縄県）